# Almaspur, Bidar
Almaspur là một làng thuộc tehsil Bidar, huyện Bidar, bang Karnataka, Ấn Độ.